# Romerske kejsere

De romerske kejsere var herskere over Romerriget, der regnes for grundlagt ved Det romerske Senats tildeling af titlen Augustus til Gaius Julius Cæsar Octavianus i år 27 f.Kr. Augustus fastholdt på papiret et republikansk styre og afviste monarkiske titler, men kaldte sig selv princeps senatus (senatets første mand) og princeps civitatis (statens første borger). Titlen Augustus blev tildelt hans efterfølgere på kejsertronen, og stillingen blev gradvist mere monarkisk og autoritær.
Regeringsførelsen grundlagt af Augustus kaldes Principatet og fortsatte indtil slutningen af det 3. eller begyndelsen af det 4. århundrede. Det moderne ord kejser stammer fra titlen Cæsar, som til minde om Julius Cæsar blev givet videre fra kejser til kejser af de første kejsere, og fra det Flaviske dynasti blev brugt som titel på den påtænkte arving. Som betegnelse for kejser anvendtes den latinske titel Imperator (at lede), som indtil da var blevet tildelt succesfulde generaler. For eksempel var Augustus' officielle navn Imperator Caesar Divi Filius Augustus. Besiddelserne under kejserens kommando havde udviklet sig under den Den romerske republiks periode, hvor den havde invaderet og besatte store dele af Europa og dele af Nordafrika og Mellemøsten. Under republikken blev imperiets regioner regeret af provinsguvernører, der var ansvarlige over for og godkendt af Senatet og Roms folk. Republikkens øverste ledere var to konsuler, der blev valgt hvert år. Konsuler forblev med at blive valgt i kejsertiden, men deres autoritet var underlagt kejserens, som også kontrollerede og bestemte deres valg.
I slutningen af det tredje århundrede, efter krisen i det tredje århundredes afslutningen, formaliserede og forbedrede Diocletian den nye form for kejserligt styre. Perioden derefter var præget af den eksplicitte forøgelse af autoriteten i kejserens person og anvendelsen af titlen dominus noster (vor herre). Magtfulde barbariske stammers angreb langs imperiets grænser, den udfordring, som de udgjorde for forsvaret af de fjerne grænser, samt en ustabil kejserlig arvefølge fik Diocletian til at opdele imperiets administration geografisk med en medkejser (Augustus) i 286. I 330 etablerede Konstantin den Store, den første kristne kejser, en ny hovedstad i Byzans, som han omdøbte til Konstantinopel. Fra historiker til historiker anses den efterfølgende periode, Dominatet, for at have taget sin begyndelse med enten Diocletian eller Konstantin. I det meste af perioden fra 286 til 480 var der mere end én anerkendt overkejser, hvor opdelingen normalt var baseret på geografisk vis. Denne opdeling var på plads konsekvent efter Theodosius den Stores død i 395, som af historikere regnes for tidspunktet for delingen i Det Vestromerske Rige og Det Østromerske Rige. Men formelt forblev imperiet en enkelt stat med separate medkejsere i de separate hoffer. 
Det Vestromerske Riges fald er enten dateret fra de facto årstallet 476, hvor Romulus Augustulus blev afsat af de germanske herulere ledet af Odoaker, eller de jure årstallet 480, ved Julius Nepos' død, hvor østkejseren Zenonn ophørte med at anerkende eksistensen af et separat vestligt hof. I de følgende århundreder betegner historikere typisk imperiet som det "Det Byzantinske Rige", orienteret mod hellensk kultur og styret af de byzantinske kejsere. I betragtning af, at "byzantinsk" er en senere historiografisk betegnelse, og imperiets indbyggere og kejsere konstant bevarede den romerske identitet, bliver denne betegnelse ikke brugt universelt og er fortsat genstand for blandt eksperter. I det syvende århundrede gik meget af rigets østlige og sydlige territorier permanent tabt under de arabiske muslimers erobringer. Selvom de regerede over et meget reduceret rige, siden da centreret omkring Anatolien og Balkan, fortsatte rækken af kejsere indtil Konstantin 11. Palaiologos' død under Konstantinopels fald i 1453, hvor de resterende områder blev erobret af de osmanniske tyrkere under ledelse af Mehmed 2.

## Principatet(27 f.Kr. – 285 e.Kr.)

### Julisk-Claudiske dynasti(27 f.Kr. – 68 e.Kr.)
| Portræt | Navn                                                    | Regeringstid | Vej til magten | Livsdetaljer |
| ------- | ------------------------------------------------------- | --- | --- | --- |
| bust    | Augustus Cæsar Augustus                                 | 16. januar 27 f.Kr. – 19. august 14. e.Kr (40 år og 215 dage) eller 7. januar 43 f.Kr. – 19. august e.Kr. 14 (56 år og 224 dage) | Grandnevø og adoptivsøn af Julius Cæsar. Erhvervede gradvist yderligere magt gennem bevillinger og forfatningsmæssige forlig med det romerske senat. | 23. september 63 f.Kr. – 19. august 14 e.Kr. (75 år) Døde af naturlige årsager                                                            |
| bust    | Tiberius 1. Tiberius Cæsar Augustus                     | 17. september 14. – 16. marts 37 (22 år og 180 dage)                                                                             | Stedsøn, forhenværende svigersøn, og adoptivsøn af Augustus                                                                                          | 16. november 42 f.Kr. – 16. marts 37 e.Kr. (77 år) Døde sandsynligvis af naturlige årsager, angiveligt myrdet på foranledning af Caligula |
| bust    | "Caligula" Gaius Cæsar Augustus Germanicus              | 18. marts 37. – 24. januar 41 (3 år og 312 dage)                                                                                 | Grandnevø og adopteret arving af Tiberius, oldebarn af Augustus                                                                                      | 31. august 12. – 24. januar 41 (28 år) Myrdet i en sammensværgelse, der involverede Prætorianergarden og senatorer                        |
| bust    | Claudius 1. Tiberius Claudius Cæsar Augustus Germanicus | 24. januar 41 – 13. oktober 54 (13 år og 262 dage)                                                                               | Onkel til Caligula, grandnevø til Augustus, udråbt til kejser af Prætorianergarden og accepteret af senatet                                          | 1. august 10 f.Kr. – 13. oktober 54 (63 år) Sandsynligvis forgiftet af sin hustru Agrippina til fordel for hendes søn Nero                |
| bust    | Nero Nero Claudius Cæsar Augustus Germanicus            | 13. oktober 54. – 9. juni 68 (13 år og 240 dage)                                                                                 | Grandnevø, stedsøn, svigersøn og adoptivsøn af Claudius, tipoldebarn af Augustus                                                                     | 15. december 37. – 9. juni 68 (30 år) Begik selvmord efter at være blevet forladt af Prætorianergarden og dømt til døden af senatet       |

### "Firekejseråret" (69)
| Portræt | Navn                                          | Regeringstid                                   | Vej til magten | Livsdetaljer |
| ------- | --------------------------------------------- | ---------------------------------------------- | --- | --- |
| bust    | Galba Servius Galba Cæsar Augustus            | 8. juni 68 – 15. januar 69 (0 år og 221 dage)  | Guvernør over Hispania Tarraconensis, gjorde oprør mod Nero og tog magten efter hans selvmord, med støtte fra senatet og Prætorianergarden | 24. december 3 f.Kr. – 15. januar 69 e.kr. (72 år) Myrdet af soldater fra Prætorianergarden under et kup ledet af Otho |
| bust    | Otho Marcus Otho Cæsar Augustus               | 15. januar – 16. april 69 (0 år og 91 dage)    | Tog magten gennem et kup mod Galba | 28. april 32. – 16. april 69 (36 år) Begik selvmord efter at have tabt Slaget ved Bedriacum til Vitellius              |
| coin    | Vitellius Aulus Vitellius Germanicus Augustus | 19. april – 20. december 69 (0 år og 245 dage) | Guvernør over Germania Inferior, tog magten med støtte fra Rhin-legionerne mod Galba og Otho, og blev anerkendt af Senatet                 | 24. september 15. – 20./22. december 69 (54 år) På brutal vis myrdet af Vespasians tropper                             |

### Flaviske dynasti(69-96)
| Portræt | Navn                                   | Regeringstid                                           | Vej til magten                                           | Livsdetaljer |
| ------- | -------------------------------------- | ------------------------------------------------------ | -------------------------------------------------------- | --- |
| bust    | Vespasian Cæsar Vespasianus Augustus   | 1. juli 69 – 23./24. juni 79 (9 år og 357 dage)        | Tog magten med de østlige legioners støtte fra Vitellius | 17. november 9. – 23./24. juni 79 (69 år) Døde af naturlige årsager                                                 |
| bust    | Titus Titus Cæsar Vespasianus Augustus | 24. juni 79. – 13. september 81 (2 år og 81 dage)      | Søn af Vespasian                                         | 30. december 39. – 13. september 81 (41 år) Døde af naturlige årsager                                               |
| bust    | Domitian Cæsar Domitianus Augustus     | 14. september 81. – 18. september 96 (15 år og 4 dage) | Bror til Titus og søn af Vespasian                       | 24. oktober 51. – 18. september 96 (44 år) Myrdet i en sammensværgelse, der involverede Prætorianergarden og hoffet |

### Adoptivkejserne– Nerva-Antoniske Dynasti (96-192)
| Portræt | Navn                                                                          | Regeringstid                                                     | Vej til magten | Livsdetaljer |
| ------- | ----------------------------------------------------------------------------- | ---------------------------------------------------------------- | --- | --- |
| bust    | Nerva Nerva Cæsar Augustus                                                    | 18. september 96. – 27. januar 98 (1 år og 131 dage)             | Udråbt til kejser efter mordet på Domitian                                                                                       | 8. november 30. – 27. januar 98 (67 år) Den første af de "fem gode kejsere". Døde af naturlige årsager.                                                               |
| bust    | Trajan Cæsar Nerva Traianus Augustus                                          | 28. januar 98 – 7/11 august 117 (19 år, 6 måneder og 10/14 dage) | Adopteret søn af Nerva | 18. september 53. – 7./11. august 117 (63 år) Første ikke-italienske kejser. Hans regeringstid markerede imperiets geografiske højdepunkt. Døde af naturlige årsager. |
| bust    | Hadrian Cæsar Traianus Hadrianus Augustus                                     | 11. august 117 – 10. juli 138 (20 år og 333 dage)                | Fætter til Trajan, angiveligt adopteret af ham                                                                                   | 24. januar 76. – 10. juli 138 (62 år) Afsluttede den romersk ekspansionisme. Døde af naturlige årsager.                                                               |
| bust    | Antoninus Pius Titus Aelius Hadrianus Antoninus Augustus Pius                 | 10. juli 138 – 7. marts 161 (22 år og 240 dage)                  | Adopteret søn af Hadrian | 19. september 86. – 7. marts 161 (74 år) Døde af naturlige årsager |
| bust    | Lucius Verus Lucius Aurelius Verus                                            | 7. marts 161 – januar/februar 169 (7 år og 11 måneder)           | Adopteret søn af Antoninus Pius, medkejser med sin svigerfar Markus Aurelius                                                     | 15. december 130 – begyndelsen af 169 (38 år) Døde af naturlige årsager                                                                                               |
| bust    | Marcus Aurelius Marcus Aurelius Antoninus                                     | 7. marts 161 – 17. marts 180 (19 år og 10 dage)                  | Svigersøn og adoptivsøn af Antoninus. Regerede sammen med sin adoptivbror, Lucius Verus, første gang flere kejsere delte magten. | 26. april 121 – 17. marts 180 (58 år) Den sidste af de "fem gode kejsere". Døde af naturlige årsager.                                                                 |
| bust    | Commodus Marcus Aurelius Commodus Antoninus / Lucius Aelius Aurelius Commodus | 27. november 176 – 31. december 192 (16 år og 34 dage)           | Søn af Marcus Aurelius. Den første kejser, der blev ophøjet til embedet i forgængerens levetid.                                  | 31. august 161 – 31. december 192 (31 år) Kvalt til døde i en sammensværgelse, der involverede Prætorianergardens præfekt, Laetus, og hans elskerinde, Marcia         |

### Femkejseråret(193)
Bemærk: De andre prætendenter under Femkejseråret var Pescennius Niger og Clodius Albinus, der bredt anses for at have været tronragere.
| Portræt | Navn                                                       | Regeringstid                                | Vej til magten                                                                                                   | Livsdetaljer                                                                             |
| ------- | ---------------------------------------------------------- | ------------------------------------------- | --- | ---------------------------------------------------------------------------------------- |
| coin    | Pertinax Publius Helvius Pertinax                          | 1. januar – 28. marts 193 (0 år og 86 dage) | Roms bypræfekt ved Commodus' død, indsat som kejser af Prætorianergardens præfekt, Laetus, med senatets samtykke | 1. august 126 – 28. marts 193 (66 år) Myrdet af oprørske soldater fra prætorianergarden  |
| bust    | Didius Julianus (Julian 1.) Marcus Didius Severus Julianus | 28. marts – 1. juni 193 (0 år og 65 dage)   | Vandt en auktion afholdt af Prætorianergarden om kejsertronen                                                    | 30. januar 133 – 1/2 juni 193 (60 år) Dræbt på senatets ordre, på Septimius Severus' bud |

### Severiske dynasti(193-235)
| Portræt | Navn                                                               | Regeringstid                                                 | Vej til magten | Livsdetaljer |
| ------- | ------------------------------------------------------------------ | ------------------------------------------------------------ | --- | --- |
| bust    | Septimius Severus Lucius Septimius Severus Pertinax                | 9. april 193 – 4. februar 211 (17 år og 301 dage)            | Guvernør over Pannonia Superior, hyldet af de pannoniske legioner efter mordet på Pertinax                                                                           | 11. april 145 – 4. februar 211 (65 år) Første ikke-europæiske kejser. Døde af naturlige årsager. |
| bust    | Caracalla Marcus Aurelius Antoninus                                | 28. januar 198 – 8. april 217 (19 år, 5 måneder og 24 dage)  | Søn af Septimius Severus, efterfulgte sammen med sin lillebror, Geta                                                                                                 | 4. april 188 – 8. april 217 (29 år) Tildelte romersk borgerskab til alle frie indbyggere i riget. Myrdet af en soldat på foranledning af hans efterfølger, Macrinus.                                   |
| bust    | Geta Publius Septimius Geta                                        | ca. oktober 209 – 19/26 december 211 (2 år og ca. 3 måneder) | Søn af Septimius Severus, efterfulgte sammen med sin storebror, Caracalla                                                                                            | 7. marts 189 – 19./26. december 211 (22 år) Myrdet efter ordre fra sin bror, Caracalla |
|         |                                                                    |                                                              | | |
| bust    | Macrinus Marcus Opellius Severus Macrinus                          | 11. april 217 – 8. juni 218 (1 år og 58 dage)                | Prætorianergardens præfekt under Caracalla, accepteret som kejser af hæren og senatet, efter at have arrangeret sin forgængers død, da han frygtede for sit eget liv | ca. 165 – juni 218 (ca. 53 år) Den første ikke-senator, der blev kejser, og den første kejser, der ikke besøgte Rom efter sin tiltrædelse. Henrettet under et troppeoprør til fordel for Heliogabalus. |
| coin    | Diadumeian Marcus Opellius Antoninus Diadumenianus                 | Slutningen af maj – juni 218 (mindre end en måned)           | Søn af Macrinus, udnævnt til kejser af sin far efter at oprøret til fordel for Elagabalus var udbrudt                                                                | 14. september 208 – 218. juni (9 år) Første barnekejser. Taget til fanget på flugt og henrettet til fordel for Elagabalus                                                                              |
|         |                                                                    |                                                              | | |
| bust    | Heliogabalus Marcus Aurelius Antoninus                             | 16. maj 218 – 12. marts 222 (3 år og 300 dage)               | Fætter og påstået uægte søn af Caracalla, hyldet som kejser af oprørske legioner i opposition til Macrinus, på foranledning af hans bedstemor, Julia Maesa           | 203/204 – 11/12 marts 222 (18 år) Myrdet af Prætorianergarden sammen med sin mor, også efter hans bedstemors opmuntring                                                                                |
| statue  | Severus Alexander (Alexander 1.) Marcus Aurelius Severus Alexander | 13. marts 222 – 21. marts 235 (13 år og 8 dage)              | Fætter og adopteret arving af Heliogabalus | 1. oktober 208 – 21. marts 235 (26 år) Lynchet sammen med sin mor af oprørske tropper |

### Soldaterkejserne(235–284)
| Portræt | Navn                                                                | Regeringstid                                                      | Vej til magten | Livsdetaljer |
| ------- | ------------------------------------------------------------------- | ----------------------------------------------------------------- | --- | --- |
| bust    | Maximinus 1. "Thrax" Gaius Julius Verus Maximinus                   | ca. marts 235 – ca. juni/juli 238 (ca. 3 år og 4/5 måneder)       | Udråbt til kejser af de germanske legioner efter mordet på Severus Alexander                                                           | 172–180 – juni/juli 238 (58–66 år)Første borgerlige til at blive kejser. Myrdet af sine mænd under Belejringen af Aquileia                                                       |
| bust    | Gordian 1. Marcus Antonius Gordianus Sempronianus Romanus Africanus | april/maj – maj/juni 238 (tre uger)                               | Udråbt til kejser sammen med sin søn, Gordian 2., mens han var guvernør over Africa, i et oprør mod Maximinus, og anerkendt af Senatet | 158/159 – maj/juni 238 (79 år)Begik selvmord efter nyheden om sin søn, Gordian 2.'s død                                                                                          |
| coin    | Gordian 2. Marcus Antonius Gordianus Sempronianus Romanus Africanus | ca. april/maj – ca. maj/juni 238 (tre uger)                       | Udråbt til kejser sammen med sin far Gordian 1., under et oprør i Africa mod Maximinus                                                 | ca. 192 – ca. maj/juni 238 (45 år)Dræbt uden for Carthage i et slag mod en hær loyal over for Maximinus I                                                                        |
| bust    | Pupienus Marcus Clodius Pupienus Maximus                            | ca. maj/juni – august 238 (ca. 2/3 måneder)                       | Udråbt til medkejser med Balbinus af Senatet efter Gordian 1.'s og 2's død, i opposition til Maximinus                                 | ca. 164 – august 238 (74 år)Tortureret og myrdet af Prætorianergarden |
| bust    | Balbinus Decimus Caelius Calvinus Balbinus                          | ca. maj/juni – august 238 (ca. 2/3 måneder)                       | Udråbt til medkejser med Pupienus af Senatet efter Gordian 1.'s og 2's død, i opposition til Maximinus                                 | ca. 178 – august 238 (60 år)Tortureret og myrdet af Prætorianergarden |
| bust    | Gordian 3. Marcus Antonius Gordianus                                | august 238 – ca. februar 244 (ca. 5 år og 6 måneder)              | Barnebarn af Gordian 1., udpeget til deres arving af Pupienus og Balbinus, efter hvis død han besteg kejsertronen                      | 20. januar 225 – ca. februar 244 (19 år)Døde under et felttog mod Persien, muligvis som resultat af en mordsammensværgelse, foranlediget af hans efterfølger, Philip 1. Araberen |
| bust    | Philip 1. "Arabus" Marcus Julius Philippus                          | ca. februar 244 – september/oktober 249 (ca. 5 år og 7/8 måneder) | Prætorianerpræfekt under Gordian 3., tog magten efter hans død                                                                         | ca. 204 – september/oktober 249 (45 år)Dræbt i Slaget ved Verona mod Decius |
| bust    | Philip 2. "den Yngre" Marcus Julius Severus Philippus               | juli/august 247 – september/oktober 249 (ca. 2 år og 2 måneder)   | Søn af Philip 1., udpeget til medkejser                                                                                                | ca. 237 – september/oktober 249 (12 år)Myrdet af Prætorianergarden |
| bust    | Decius Gaius Messius Quintus Traianus Decius                        | september/oktober 249 – juni 251 (ca. 1 år og 8/9 måneder)        | Udråbt til kejser af tropperne i Moesia, besejrede og dræbte derefter Philip 1. i et slag                                              | ca.190/200 – juni 251 (50/60 år)Dræbt i Slaget ved Abrittus mod goterne |
| coin    | Herennius Etruscus Quintus Herennius Etruscus Messius Decius        | maj/juni – juni 251 (mindre end en måned)                         | søn af Decius, udpeget til medkejser                                                                                                   | ca. 220/230 – juni 251 (20/30 år)Dræbt i Slaget ved Abrittus sammen med sin far                                                                                                  |
| bust    | Trebonianus Gallus Gaius Vibius Trebonianus Gallus                  | juni 251 – ca. august 253 (ca. 3 år og 2 måneder)                 | Senator og general, ddråbt til kejser efter Decius' og Herennius Etruscus' død                                                         | ca. 206 – ca. august 253 (47 år)Myrdet af sine egne tropper til fordel for Aemilianus                                                                                            |
| coin    | Hostilian Gaius Valens Hostilianus Messius Quintus                  | juni – juli/november 251 (1 måned eller 5 måneder)                | søn af Decius, udpeget til Caesar af sin far og udråbt til medkejser af Trebonianus Gallus                                             | Ukendt – ca. juli/november 251Døde af pest eller myrdet af Trebonianus Gallus |
| bust    | Volusianus Gaius Vibius Afinius Gallus Veldumnianus Volusianus      | ca. august 251 – ca. august 253 (3 år)                            | Søn af Trebonianus Gallus, udpeget til medkejser                                                                                       | ca. 230 – ca. august 253 ( 23 år)Myrdet af soldater, sammen med his far |
| coin    | Aemilianus Marcus Aemilius Aemilianus                               | juli/august – september/oktober 253 (ca. 2 måneder)               | Hærleder i Moesia, udråbt til kejser af soldaterne efter at have besejret barbarerne, i opposition til Gallus                          | Ukendt – september/oktober 253Myrdet af sine egne tropperne til fordel for Valerian                                                                                              |
| bust    | Valerian Publius Licinius Valerianus                                | juni/august 253 – ca. juni 260 (7 år)                             | Hærleder i Raetia og Noricum, udråbt til kejser af legionerne i opposition til Aemilianus                                              | ca. 200 – efter 262 (?) (over 62? år)Taget til fange i Edessa af den persisle konge Shapur 1., døde i fangenskab muligvis tvunget til at sluge smeltet guld                      |
| bust    | Gallienus Publius Licinius Egnatius Gallienus                       | september/oktober 253 – ca. september 268 (15 år)                 | Søn af Valerian, udpeget til medkejser. Enekejser efter Valerians tilfangetagelse og senere død.                                       | 218 – ca. september 268 (50 år)Myrdet i en sammensværgelse ledet af hærofficerer, herunder hans efterfølgere Claudius 2. og Aurelian                                             |
| coin    | Claudius 2. "Gothicus" Marcus Aurelius Claudius                     | ca. september 268 – ca. april 270 (ca. 1 år og 7 måneder)         | Hærleder i Illyrien, udråbt til kejser efter Gallienus' død                                                                            | 10. maj 214 (?) – april 270 (55 år)Døde af pest |
| coin    | Quintillus Marcus Aurelius Claudius Quintillus                      | ca. april – maj 270 (17 dage?)                                    | Bror til Claudius 2., udråbt til kejser efter hans død                                                                                 | Ukendt – maj 270Begik selvmord eller blev dræbt på Aurelians bud |
| coin    | Aurelian Lucius Domitius Aurelianus                                 | ca. maj 270 – ca. oktober 275 (ca. 5 år og 5 måneder)             | Øverste leder af det romerske kavaleri, udråbt til kejser af Donau legionerne efter Claudius 2.'s død, i opposition til Quintillus     | 9. september 214 – ca. oktober 275 (61 år)Myrdet af tropperne |
| bust    | Tacitus Marcus Claudius Tacitus                                     | ca. december 275 – ca. juni 276 (ca. 7 måneder)                   | Princeps senatus, udråbt til kejser af Senatet efter Aurelians død                                                                     | ca. 200 (?) – ca. juni 276 (76? år)Muligvis myrdet |
| coin    | Florianus Marcus Annius Florianus                                   | ca. juni – september 276 (ca. 3 måneder)                          | Bror eller, mere sandsynligt, halvbror til Tacitus                                                                                     | Ukendt – september/oktober 253Myrdet af sine egne tropper til fordel for Probus                                                                                                  |
| bust    | Probus Marcus Aurelius Probus                                       | ca. juni 276 – ca. september 282 (ca. 6 år og 3 måneder)          | General, udråbt til kejser af de østlige legioner, i opposition til Florianus                                                          | 19. august 232 – ca. september 282 (50 år)Myrdet af sine egne tropper til fordel for Carus                                                                                       |
| coin    | Carus Marcus Aurelius Carus                                         | ca. september 282 – ca. juli 283 (ca. 10 måneder)                 | Prætorianerpræfekt under Probus, tog magten før eller efter mordet på Probus                                                           | ca. 224 (?) – ca. juli 283 (60? år)Døde under et felttog mod Persien, enten af sygdom eller muligvis efter at være blevet ramt af et lyn                                         |
| bust    | Carinus Marcus Aurelius Carinus                                     | Foråret 283 – august/september 285 (2 år)                         | Søn af Carus, udpeget til medkejser | ca. 250 – august/september 285 (35 år)Døde sandsynligvis i et slag mod Diocletian, sandsynligvis forrådt af sine egne soldater                                                   |
| coin    | Numerianus Marcus Aurelius Numerianus                               | ca. juli/august 283 – november 284 (1 år og 3/4 måneder)          | Søn af Carus, udpeget til medkejser af sin bror Carinus eller af Carus                                                                 | ca. 253 – november 284 (31 år)Døde under hærmarch til Europa, sandsynligvis af sygdom, muligvis myrdet                                                                           |

## Dominatet(fra 284)

### Tetrarkiet– Firekejserdømmet (284-324)
(#) – tvivlsom legitimitet
| Portræt | Navn                                                     | Regeringstid                                                                             | Vej til magten | Livsdetaijer |
| ------- | -------------------------------------------------------- | ---------------------------------------------------------------------------------------- | --- | --- |
| bust    | Diocletian Gaius Aurelius Valerius Diocletianus          | 20. november 284 – 1. maj 305 (20 år og 162 dage)                                        | Lederen af kejserens livvagter, udråbt af hæren efter Numerians død, og slog efterfølgende Numerians bror, Carinus, i et slag                                                                  | ca. 243/245 – 311/312 (ca. 68 år)Første kejser til frivilligt at abdicere. Døde under uklare omstændigheder.                                                                                                  |
| bust    | Maximian "Herculius" Marcus Aurelius Valerius Maximianus | 1. april 286 – 1. maj 305 (19 år og 30 dage) Slutningen af 306 – 11. november 308 (2 år) | Ophøjet af Diocletian, regerede Vestromerriget | ca. 250 – ca. juli 310 (ca. 60 år)Abdicerede sammen med Diocletian, forsøgte senere at genvinde kejsertronen først med, og senere mod, Maxentius, for han muligivis blev dræbt på Konstantin den Stores ordre |
| bust    | Constantius 1. "Chlorus" Flavius Valerius Constantius    | 1. maj 305 – 25. juli 306 (1 år og 85 dage)                                              | Beslægtet med Maximian gennem ægteskab, ophøjet til Caesar i 293 af Diocletian, efterfulgte ham som Augustus efter Maximians abdicering                                                        | ca. 250 – 25. juli 306Døde af naturlige årsager |
| bust    | Galerius Galerius Valerius Maximianus                    | 1. maj 305 – maj 311 (6 år)                                                              | Ophøjet til Caesar i 293 af Diocletian, efterfulgte ham som Augustus efter Diocletians abdicering                                                                                              | ca. 258 – maj 311 (ca. 53 år)Døde af naturlige årsager |
| coin    | Severus 2. Flavius Valerius Severus                      | august 306 – marts/april 307 (ca. 8 måneder)                                             | Ophøjet til Caesar i 305 af Maximian, forfremmet til Augustus af Galerius efter Constantius 1.'s død                                                                                           | Ukendt – september 307Overgav sig til Maximian og Maxentius, senere myrdet eller tvunget til at begå selvmord                                                                                                 |
| bust    | Maxentius (#) Marcus Aurelius Valerius Maxentius         | 28. oktober 306 – 28. oktober 312 (6 år)                                                 | Søn af Maximian og svigersøn til Galerius, tog magten i Italien med støtte fra Prætorianergarden og sin far, efter at være blevet sprunget over i arvefølgen. Ikke anerkendt af andre kejsere. | ca. 283 – 28. oktober 312 (ca. 29 år)Døde i Slaget ved Den Milviske Bro i kamp mod Konstantin 1. |
| coin    | Licinius Valerius Licinianus Licinius                    | 11. november 308 – 19. september 324 (15 år og 313 dage)                                 | Ophøjet af Galerius til at erstatte Severus, i opposition til Maxentius. Besejrede Maximinus Daza i en borgerkrig og blev derefter enekejser i Øst i 313.                                      | ca. 265 – Begyndelsen af 325 (ca. 60 år)Besejret og afsat af Konstantin 1. og dræbt på hans ordre |
| coin    | Maximinus 2. "Daza" Galerius Valerius Maximinus          | 310 – ca. juli 313 (3 år)                                                                | Nevø til Galerius, ophøjet til Caesar af Diocletian i 305, og udråbt til Augustus af hans tropper i 310                                                                                        | Omtrent 270 – ca. juli 313Besejret i en borgerkrig mod Licinius, Døde kort tid efter. |

### Konstantinske dynasti(306-363)
| Portræt | Navn                                                    | Regerinstid                                           | Vej til magten | Livsdetaljer |
| ------- | ------------------------------------------------------- | ----------------------------------------------------- | --- | --- |
| bust    | Konstantin 1. "den Store" Flavius Valerius Constantinus | 25. juli 306 – 22. maj 337 (30 år og 301 dage)        | Søn af Constantius 1., udråbt til kejser af sin fars tropper. Accepteret som Caesar af Galerius i 306, forfremmet til Augustus i 307 af Maximian, afviste degradering til Caesar i 309. | 27. februar 272/273 – 22. maj 337 (64/65 år)Første kristne kejser og grundlægger af Konstantinopel. Enehersker over imperiet efter at have besejret Maxentius i 312 og Licinius i 324. Døde af naturlige årsager. |
| statue  | Konstantin 2. Flavius Claudius Constantinus             | 9. september 337 – april 340 (2 år og 7 måneder)      | Søn af Konstantin 1. | 7. august 316 – april 340 (23 år)Regerede det prætorianske præfektur i Gallien. Dræbt i krig mod sin bror, Konstans 1.                                                                                            |
| bust    | Konstans 1. Flavius Julius Constans                     | 9, september 337 – 18. januar 350 (12 år og 131 dage) | Søn af Konstantin 1. | ca. 323 – januar/februar 350 (ca. 27 år)Regerede Italien, Illyrien and Africa i starten, derefter Vestromerriget efter Konstantin 2.'s død. Afsat og myrdet af Magnentius.                                        |
| coin    | Constantius 2. Flavius Julius Constantius               | 9. september 337 – 3. november 361 (24 år og 55 dage) | Søn af Konstantin 1. | 7. august 317 – 3. november 361 (44 år)Regerede i starten Østromerriget, derefter hele imperiet efter hans brødres og rivalers død i 353. Døde af en feber.                                                       |
| coin    | Julian 2."den Frafaldne" Flavius Claudius Julianus      | 3. november 361 – 26. juni 363 (1 år og 236 dage)     | Udråbt til kejser af den galliske hær i begyndelsen af 360, blev enekejser efter sin fætter, Constantius 2.'s død                                                                       | 331 – 26. juni 363 (31–32 år)Sidste ikke-kristne kejser. Blev dødeligt såret under et felttog mod Persien. |
|         |                                                         |                                                       | | |
| coin    | Jovian Jovianus                                         | 27. juni 363 – 17. februar 364 (0 år og 235 dage)     | Leder af kejserens personlige livvagt, udråbt til kejser af hæren efter Julians død | 331 – 17. februar 364 (33 år)Døde muligvis efter at have indåndet giftige dampe eller af dårlig fordøjelse |

### Valentinske dynasti(364-392)
| Portræt | Navn                                     | Regerinstid                                                | Vej til magten                                                                                        | Livsdetaljer                                                                                 |
| ------- | ---------------------------------------- | ---------------------------------------------------------- | --- | -------------------------------------------------------------------------------------------- |
| coin    | Valentinian 1. "den Store" Valentinianus | 25./26. februar 364 – 17. november 375 (11 år og 265 dage) | General, udråbt til kejser af hæren efter Jovians død                                                 | 321 – 17. november 375 (54 år)Døde af et slagtilfælde efter at have råbt ad udsendinge       |
| coin    | Valens                                   | 28. marts 364 – 9. august 378 (14 år og 134 dage)          | Bror til Valentinian 1., udpeget til østromersk kejser af sin bror (Valentinian holdt Vestromerriget) | ca. 328 – 9. august 378 (næsten 50 år)Dræbt i Slaget ved Adrianopel                          |
| coin    | Gratian Gratianus                        | 24. august 367 – 25. august 383 (16 år og 1 dage)          | Søn af Valentinian 1., udråbt til medkejser, kejser i sin egen ret efter Valentinians død             | 18. april 359 – 25. august 383 (24 år)Dræbt af Andragathius, en officer under Magnus Maximus |
| statue  | Valentinian 2. Valentinianus             | 22. november 375 – 15. marts 392 (16 år og 114 dage)       | Søn af Valentinian I, udråbt til kejser efter sin fars død og accepteret som medhersker af Gratian    | 371 – 15. marts 392 (20 år)Sandsynligvis selvmord, muligvis dræbt af Arbogast                |

### Theodosiske dynasti(379-457)
(#) – tvivlsom legitimitet
| Portræt         | Navn                                            | Regeringstid                                                             | Vej til magten | Livsdetaljer |
| --------------- | ----------------------------------------------- | ------------------------------------------------------------------------ | --- | --- |
| coin            | Theodosius 1. "den Store"                       | 19. januar 379 – 17. januar 395 (15 år og 363 dage)                      | Pensioneret general, udråbt til østromersk kejser af Gratian. Hersker over hele imperiet efter Gratians død.                                           | 11. januar 346/347 – 17. januar 395 (48/49 år)Døde af naturlige årsager                                                                                       |
|                 |                                                 |                                                                          | | |
| coin            | Magnus Maximus (#)                              | Forår 383 – 28. august 388 (5 år)med Victor (383/387–388)                | General, beslægtet med Theodosius 1., udråbt til kejser af tropperne i Britannien. Kortvarigt anerkendt af Theodosius 1. and Valentinian 2..           | Ukendt – 28. august 388Besejret af Theodosius 1. i Slaget ved Sava, henrettet efter sin overgivelse                                                           |
| coin            | Eugenius (#)                                    | 22. august 392 – 6. september 394 (2 år og 15 dage)                      | Underviser i latinsk grammatik og retorik, sekretær til Valentinian 2.. udråbt til kejser af Arbogast.                                                 | Ukendt – 6. september 394Besejret af Theodosius 1. i Slaget ved Frigidus og henrettet                                                                         |
|                 |                                                 |                                                                          | | |
| bust            | Arcadius                                        | 17. januar 395 – 1. maj 408 (13 år og 105 dage)                          | Søn af Theodosius 1., medkejser siden 16. januar 383. Kejser over Østromerriget.                                                                       | ca. 377 – 1. maj 408 (31 år)Døde af naturlige årsager |
| carved portrait | Honorius                                        | 17. januar 395 – 15. august 423 (28 år og 210 dage)                      | Søn af Theodosius 1., medkejser siden 23. januar 393. Kejser over Vestromerriget.                                                                      | 9. september 384 – 15. august 423 (38 år)Døde af ødem |
|                 |                                                 |                                                                          | | |
| coin            | Konstantin 3. (#) Flavius Claudius Constantinus | 407 – 411 (4 år)med Constans (409–411)                                   | Menig soldat, udråbt til kejser af tropperne i Britannien. Anerkendt af Honorius i 409. Kejser over Vestromerriget.                                    | Ukendt – 411 (før 18. september)Overgav sig til Constantius 3., en general under Honorius, og abdicerede. Sendt til Italien, men myrdet på vejen.             |
|                 |                                                 |                                                                          | | |
| bust            | Theodosius 2.                                   | 1. maj 408 – 28. juli 450 (42 år og 88 dage)                             | Søn af Arcadius; medkejser siden 10 januar 402. Kejser over Østromerriget.                                                                             | 10. april 401 – 28. juli 450 (49 år)Døde af et fald fra sin hest                                                                                              |
|                 |                                                 |                                                                          | | |
| coin            | Priscus Attalus (#)                             | Slutningen af 409 – sommer 410 (mindre end et år)                        | Et ledende medlem af Det romerske senat, udråbt til kejser af Alarik efter Roms plyndring. Kejser over Vestromerriget.                                 | Ukendt levetidAfsat af Alarik efter hans forbrødring med Honorius. Forsøgte at tage tronen igen 414–415, men blev besejret ig tvunget i eksil, skæbne ukendt. |
|                 |                                                 |                                                                          | | |
| coin            | Constantius 3.                                  | 8. februar – 2. september 421 (0 år og 206 dage)                         | Fremstående general under Honorius og gift med Galla Placidia, em datter af Theodosius 1. Gjort til medkejser af Honorius. Kejser over Vestromerriget. | Ukendt – 2. september 421Døde af sygdom |
|                 |                                                 |                                                                          | | |
| coin            | Johannes (#) Iohannes                           | 20. november 423 – 425 (mindre end et år)                                | Højtstående embedsmand, tog magten i Rom og i Vestromerriget efter at Theodosius 2. havde forsinket udnævnelsen af en efterfølger til Honorius         | Ukendt – 425Taget til fange af styrker under Theodosius 2., ført til Konstantinopel og henrettet                                                              |
|                 |                                                 |                                                                          | | |
| coin            | Valentinian 3. Placidius Valentinianus          | 23. oktober 425 – 16. marts 455 (Skabelon:Age in years, months and days) | Søn af Constantius 3. og barnebarn af Theodosius 1., indsat som kejser over Vestromerriget af Theodosius 2.                                            | 2. juli 419 – 16. marts 455 (35 år)Myrdet af Optelas og Thraustelas, følgere af Aetius                                                                        |
| coin            | Marcian Marcianus                               | 25. august 450 – 27. januar 457 (6 år og 155 dage)                       | Soldat og embedsmand, udråbt til kejser efter at have ægtet Pulcheria, en datter af Arcadius. Kejser over Østromerriget.                               | ca. 392 – 27. januar 457 (65 år)Døde efter en langvarig sygdom                                                                                                |

### Marionetkejsernei Vestromerriget (455-476)
| Portræt | Navn                                  | Regeringstid                                          | Vej til magten | Livsdetaljer |
| ------- | ------------------------------------- | ----------------------------------------------------- | --- | --- |
| coin    | Petronius Maximus                     | 17. marts – 31. maj 455 (0 år og 75 dage)             | General og embedsmand, myrdede Valentinian 3. og ægtede hans enke, Licinia Eudoxia                                                       | Ukendt – 31. maj 455Dræbt på flugt under vandalernes plyndring af Rom |
| coin    | Avitus Eparchius Avitus               | 9. juli 455 – 17. oktober 456 (1 år og 100 dage)      | General, udråbt til kejser af the Visigoterne og Gallo-romerne efter Petronius Maximus' død                                              | Ukendt – 456/457Besejret og afsat af magister militum Ricimer, indsat som en biskop, men døde kort tid efter                                                                       |
| coin    | Majorian Julius Valerius Maiorianus   | 28. december 457 – 2. august 461 (3 år og 222 dage)   | General, udråbt til kejser af hæren og støttet af Ricimer                                                                                | Ukendt – 7. august 461Afsat af Ricimer og henrettet fem dage senere |
| coin    | Libius Severus(Severus 3.)            | 19 november 461 – 14 november 465 (3 år og 360 dage)  | Udråbt til kejser af Ricimer | Ukendt – 14. november 465Døde af naturlige årsager |
| coin    | Anthemius Procopius Anthemius         | 12. april 467 – 11. juli 472 (5 år og 90 dage)        | General, gift med Marcia Euphemia, en datter af Marcian. Udråbt til kejser over Vestromerriget af kejseren over Østromerriget Leo 1.     | Ukendt – 11. juli 472Myrdet af Gundobad efter en borgerkrig mod Ricimer |
| coin    | Olybrius Anicius Olybrius             | ca. april – 2 november 472 (ca. 7 måneder)            | Gift med Placidia, en datter af Valentinian 3. udråbt til kejser af Ricimer.                                                             | Ukendt – 2. november 472Døde af naturlige årsager |
| coin    | Glycerius                             | 3./5. marts 473 – juni 474 (1 år og 3 måneder)        | General, udråbt til kejser af Gundobad                                                                                                   | Ukendt levetidAfsat af Julius Nepos og gjort til biskop, senere skæbne ukendt |
| coin    | Julius Nepos                          | 24. juni 474 – 28. august 475 (1 år og 65 dage)       | General, gift med en slægtning til Verina, hustruen til kejseren over Østromerriget Leo 1. Udråbt til kejser over Vestromerriget af Leo. | Ukendt – 9. maj 480Flygtede til Dalmatiem på forkant af et angreb fra hans magister militum Orestes. Fortsatte i eksil med at gøre krav på at være kejser. Myrdet af sine følgere. |
| coin    | Romulus "Augustulus" Romulus Augustus | 31. oktober 475 – 4. september 476 (0 år og 309 dage) | Udråbt til kejser af sin far, magister militum Orestes                                                                                   | ca. 465 – efter 507/511?Den sidste vestromerske kejser. Afsat af den germaske general Odoaker og trak sig tilbage. Muligvis i live så sent som 507 eller 511, skæbne ukendt.       |

## Østromerske Kejsere

### Thrakiske dynasti(457-518)
| Portræt | Navn                    | Regeringstid                                                                | Vej til magten | Livsdetaljer |
| ------- | ----------------------- | --------------------------------------------------------------------------- | --- | --- |
| bust    | Leo 1."Thrakeren"       | 7. februar 457 – 18. januar 474 (16 år og 345 dage)                         | Lavstående hærofficer, valgt af magister militum Aspar som efterfølger til Marcian                                  | ca. 400 – 18. januar 474 (73 år)Døde af dysenteri                                                                          |
| coin    | Leo 2.                  | 18. januar – november 474 (11 måneder)                                      | Søn af Zenon, Barnebarn af Leo 1., medkejser siden 17. november 473                                                 | ca. 467 – november 474 (7 år)Døde af sygdom                                                                                |
| coin    | Zenon"Isaureren"        | 29. januar 474 – 9. Januar 475 August 476 - 9. April 491 (17 år og 70 dage) | Gift med Ariadne, en datter af Leo 1. Far til Leo 2., som erklærede ham medkejser. Enekejser efter sin søns død.    | ca. 425/430 – 9. april 491 (60/65 år)Døde af dysenteri eller epilepsi                                                      |
| coin    | Basiliscus              | 9. januar 475 – august 476 (1 år og 7 måneder)med Marcus (475–476)          | Bror til Verina, hustru til Leo 1. Udråbt til kejser af sin søster i opposition til Zenon og indtog Konstantinopel. | Ukendt – 476/477Afsat af Zenon efter hans tilbagevenden til Konstantinopel, fængslet i en tørlagt beholder og sultet ihjel |
| coin    | Anastasius 1. "Dicorus" | 11. april 491 – 9. juli 518 (27 år og 89 dage)                              | Regeringsembedsmand, valgt af Ariadne, som han ægtede, til at efterfølge Zenon                                      | ca. 430 – 9. juli 518 (88 år)Døde af naturlige årsager                                                                     |

### Justinianske dynasti(518–602)
| Portræt | Navn                                                          | Regeringstid                                                                  | Vej til magten                                                   | Livsdetaljer |
| ------- | ------------------------------------------------------------- | ----------------------------------------------------------------------------- | ---------------------------------------------------------------- | --- |
| coin    | Justinus 1. Iustinus                                          | 9./10. juli 518 – 1. august 527 (9 år og 23 dage)                             | Soldat, udråbt til kejser af tropperne efter Anastasius 1.'s død | ca. 450 – 1. august 527 (ca. 77 år)Døde af naturlige årsager                                                                          |
| mosaic  | Justinian 1. "den Store" Flavius Petrus Sabbatius Iustinianus | 1. april 527 – 14. november 565 (38 år og 227 dage)                           | Nevø og adoptivsøn af Justinus 1.                                | ca. 482 – 14. november 565 (ca. 83 år)Døde af naturlige årsager                                                                       |
| coin    | Justinus 2. Iustinus                                          | 14. november 565 – 5. oktober 578 (12 år og 325 dage)                         | Søn af Vigilantia, søster til Justinian 1.                       | Ukendt – 5. oktober 578Døde af naturlige årsager                                                                                      |
| coin    | Tiberius 2. Konstantin Tiberius Constantinus                  | 26. september 578 – 14. august 582 (3 år og 322 dage)                         | Adoptivsøn af Justinus 2.                                        | Midten af det 6. århundrede – 14. august 582Døde efter en pludselig sygdom, angiveligt efter ved et uheld at have spist fordærvet mad |
| coin    | Maurikios Mauricius Tiberius                                  | 13. august 582 – 27. november 602 (20 år og 106 dage)med Theodosius (590–602) | Gift med Constantina, en datter af Tiberius 2. Konstantin        | ca. 539 – 27. november 602 (63 år)Taget til fange og henrettet af tropper loyale over for Fokas                                       |
|         |                                                               |                                                                               |                                                                  | |
| coin    | Fokas Focas                                                   | 23. november 602 – 5. oktober 610 (7 år og 316 dage)                          | Centurion i hæren, udråbt til kejser af tropperne mod Maurikios  | ca. 547 – 5. oktober 610 (ca. 63)Afsat og derefter halshugget på fra Heraklios                                                        |

### Heraklios' dynasti(610–695)
| Portræt | Navn                                                                       | Regeringstid                                                                            | Vej til magten                                                                                             | Livsdetaljer |
| ------- | -------------------------------------------------------------------------- | --------------------------------------------------------------------------------------- | --- | --- |
| coin    | Heraklios Ἡράκλειος                                                        | 5 oktober 610 – 11. februar 641 (30 år og 129 dage)                                     | Søn af Heraklios den Ældre, eksark af Karthago. Ledte et oprør og afsatte Fokas.                           | ca. 575 – 11. februar 641 (ca. 65 år)Døde af naturlige årsager                                                                          |
| coin    | Konstantin 3. Heraklios Constantinus Ἡράκλειος Κωνσταντῖνος                | 11. februar – 25. maj 641 (0 år og 103 dage)                                            | Søn af Heraklios, medkejser siden 22. januar 613                                                           | 3. maj 612 – 25. maj 641 (29 år)Døde af tuberkulose                                                                                     |
| coin    | Heraklonas Constantinus Heraklios Κωνσταντῖνος Ἡράκλειος                   | 11. februar – september 641 (7 måneder)                                                 | Søn af Heraklios, medkejser siden 4. juli 638. Medhersker sammen med Konstantin 3. og derefter enehersker. | 626 – UkendtAfsat, mishandlet og sendt i eksil i september 641, efterfølgende skæbne ukendt                                             |
| coin    | Konstans 2. "den Skæggede" Constantinus, Κωνσταντῖνος                      | september 641 – 15. juli 668 (26 år og 10 måneder)                                      | Søn af Konstantin 3., udråbt til medkejser i september 641 af Heraklonas                                   | 7. november 630 – 15. juli 668 (37 år)Myrdet i bad af usurpatoren, Mezezius' støtter                                                    |
| mosaic  | Konstantin 4. Constantinus, Κωνσταντῖνος                                   | 15. juli 668 – 10. juli (?) 685 (16 år og 360 dage)med Heraklios and Tiberius (659–681) | Søn af Konstans 2., medkejser siden april 654                                                              | ca. 650 – 10. juli (?) 685 (ca. 35 år)Døde af dysenteri                                                                                 |
| mosaic  | Justinian 2. "Rhinotmetus" Iustinianus, Ἰουστινιανός (første regeringstid) | juli 685 – 695 (10 år)                                                                  | Søn af Konstantin 4., medkejser siden 681/682                                                              | ca. 668 – 4. november 711 (42 år)Afsat og mishandlet (herfra kommer hans øgenavn, "Stumpnæse") af Leontios i 695, genvandt tronen i 705 |

### Tyveårsanarkiet(695–717)
| Portræt | Navn                                                                      | Regeringstid                                                                     | Vej til magten                                                                                 | Livsdetaljer |
| ------- | ------------------------------------------------------------------------- | -------------------------------------------------------------------------------- | ---------------------------------------------------------------------------------------------- | --- |
| coin    | Leontios Λέων(τιος)                                                       | 695 – 698 (3 år)                                                                 | General, Afsatte Justinian 2.                                                                  | Ukendt – 15. februar (?) 706Afsat af Tiberius 3. i 698 og senere henrettet af Justinian 2. i 706                                                                                |
| coin    | Tiberius 3. Τιβέριος                                                      | 698 – august 705 (7 år)                                                          | General, udråbt til kejser af tropperne mod Leontios                                           | Ukendt – 15. februar (?) 706Afsat og senere henrettet af Justinian 2. |
| mosaic  | Justinian 2. "Rhinotmetus" Iustinianus, Ἰουστινιανός (anden regeringstid) | ca. 21. august 705. – 4 november 711 (ca. 6 år og 75 dage)med Tiberius (706–711) | Generobrede tronen med hjælp fra khazarerne                                                    | ca. 668 – 4. november 711 (42 år)Besejret og dræbt af Philippikos' støtter efter at have flygtet fra Konstantinopel                                                             |
| coin    | Philippikos Filepicus Φιλιππικός                                          | november 711 – 3. juni 713 (1 år og 8 måneder)                                   | General, udråbt til kejser af tropperne mod Justinian 2.                                       | Ukendt – 20. januar 714/715Afsat og gjort blind til fordel for Anastasius 2., døde senere af naturlige årsager                                                                  |
| coin    | Anastasius 2. Artemius Anastasius Ἀρτέμιος Ἀναστάσιος                     | 4. juni 713 – sent efterår 715 (2 år)                                            | Ledende hofembedsmand, udråbt til kejser efter Philippikos' afsættelse                         | Ukendt – 1. juni 719Abdicerede til fordel for Theodosius 3. efter en seks måners borgerkrig, blev derefter en munk. Halshugget af Leo 3. efter et forsøg på at genvinde tronen. |
| coin    | Theodosius 3. Θεοδόσιος                                                   | sent efterår 715 – 25. marts 717 (mindre end 2 år)                               | Skatteindsamler, muligvis søn af Tiberius 3., udråbt til kejser af tropperne mod Anastasius 2. | Ukendt levetidAfsat af Leo 3., hvorefter han blev munk. Hans efterfølgende skæbne er ukendt.                                                                                    |

### Isauriske/Syriske dynasti(717–802)
(#) – Tvivlsom legitimitet
| Portræt | Navn                                    | Regeringstid                                                                  | Vej til magten | Livsdetaljer |
| ------- | --------------------------------------- | ----------------------------------------------------------------------------- | --- | --- |
| coin    | Leo 3. "Isaureren/Syrieren" Λέων        | 25. marts 717 – 18. juni 741 (24 år og 85 dage)                               | General, afsatte Theodosius 3. | ca. 685 – 18. juni 741 (ca. 56 år)Døde af ødem                                                                           |
| coin    | Konstantin 5. "Copronymus" Κωνσταντῖνος | 18. juni 741 – 14. september 775 (34 år og 88 dage)                           | Søn af Leo 3., medkejser siden 720 | 718 – 14. september 775 (57 år)Døde af feber                                                                             |
| coin    | Artabasdos (#) Ἀρτάβασδος               | juni 741/2 – 2. november 743 (1/2 år og 5 måneder)med Nikeforos (741/742–743) | Gift med Anna, en datter af Leo 3. gjorde oprør mod Konstantin 5. og herskede kortvarigt i Konstantinopel.                                             | Ukendt levetidAfsat og gjort blind af Konstantin 5., forvist til et kloster, hvor han døde af naturlige årsager          |
| coin    | Leo 4. "Khazaren" Λέων                  | 14. september 775 – 8. september 780 (4 år og 360 dage)                       | Søn af Konstantin 5., medkejser siden 751 | 25. januar 750 – 8. september 780 (30 år)Døde af feber                                                                   |
| coin    | Konstantin 6. Κωνσταντῖνος              | 8. september 780 – 19. august 797 (16 år og 345 dage)                         | Søn af Leo 4., medkejser siden 776 | 14. januar 771 – før 805 (mindre end 34 år)Afsat og gjort blind af Irene, døde i eksil                                   |
| coin    | Irene Εἰρήνη                            | 19. august 797 – 31. oktober 802 (5 år og 73 dage)                            | Enke efter Leo 4. og forhenværende regent for Konstantin 6. Afsatte og gjorde Konstantin blind i 797, og blev dermed rigets første kvindelige hersker. | ca. 752 – 9. august 803 (ca. 51 år)Afsat af Nikeforos 1. og sendt i eksil til Lesbos, hvor hun døde af naturlige årsager |

### Nikeforiske dynasti(802–813)
| Portræt            | Navn                     | Regeringstid                                                                            | Vej til magten                                        | Livsdetaljer |
| ------------------ | ------------------------ | --------------------------------------------------------------------------------------- | ----------------------------------------------------- | --- |
| miniature portrait | Nikeforos 1. Νικηφόρος   | 31. oktober 802 – 26. juli 811 (8 år og 268 dage)                                       | Hofmand, udråbt til kejser i opposition til Irene     | ca. 760 – 26. juli 811 (ca. 51 år)Dræbt i Slaget ved Pliska                                                                                      |
| coin               | Staurakios Σταυράκιος    | 28. juli – 2. oktober 811 (0 år og 66 dage)                                             | Søn af Nikeforos 1., medkejser siden december 803     | 790'erne – 11. januar 812 (sidst i teenagealderen)Alvorligt såret i Slaget ved Pliska, abdicerede til fordel for Michael 1. og blev munk         |
| miniature portrait | Mikael 1. Rangabe Μιχαὴλ | 2. oktober 811 – 11. juli 813 (1 år og 282 dage)med Theophylact og Staurakios (811–813) | Gift med Prokopia, en datter af Nikeforos 1.          | ca. 770 – 11. januar 844 (ca. 74 år)Abdicerede i 813 til fordel for Leo 5. efter suffering a defeat i Battle of Versinikia and retired as a munk |
|                    |                          |                                                                                         |                                                       | |
| coin               | Leo 5. "Armenieren" Λέων | 11. juli 813 – 25. december 820 (7 år og 167 dage)med Konstantin (813–820)              | General, udråbt til kejser efter Slaget ved Versinkia | ca. 775 – 25. december 820 (ca. 45 år)Myrdet i kirke af Michael 2.'s støtter                                                                     |

### Amoriske dynasti(820–867)
| Portræt            | Navn                         | Regeringstid                                                                    | Vej til magten | Livsdetaljer                                                                             |
| ------------------ | ---------------------------- | ------------------------------------------------------------------------------- | --- | ---------------------------------------------------------------------------------------- |
| miniature portrait | Mikael 2. "Amorieren" Μιχαὴλ | 25. december 820 – 2. oktober 829 (8 år og 281 dage)                            | General, dømt til henrettelse af Leo 5., men udråbt til kejser af Leo 5.'s mordere og kronet af patriarken Theodotus 1. samme dag | ca. 770 – 2. oktober 829 (ca. 59 år)Døde af nyresvigt                                    |
| miniature portrait | Theofilus Θεόφιλος           | 2. oktober 829 – 20. januar 842 (12 år og 110 dage)med Konstantin (ca. 834–835) | Søn af Mikael 2., medkejser siden foråret 821                                                                                     | 812/813 – 20. januar 842 (ca. 30 år)Døde af dysenteri                                    |
| coin               | Theodora 2. Θεοδώρα          | 20. januar 842 – 15. marts 856 (14 år og 55 dage)med Thekla (842–856)           | Enke efter Theofilos, regent i sin egen ret under hendes søn, Mikael 3.'s formynderskabt                                          | ca. 815 – ca. 867 (ca. 52 år)Afsat af Michael 3. i 856, døde senere af naturlige årsager |
| miniature portrait | Mikael 3. "Drankeren" Μιχαὴλ | 20. januar 842 – 24. september 867 (25 år og 247 dage)                          | Søn af Theofilos; medkejser siden 840. Under sin mors regentskab indtil 856.                                                      | 19. januar 840 – 24. september 867 (27 år)Myrdet af Basileios 1. og hans støtter         |

### Makedonske dynasti(867–1056)
| Portræt                            | Navn                                                     | Regeringstid | Vej til magten | Livsdetaljer |
| ---------------------------------- | -------------------------------------------------------- | --- | --- | --- |
| miniature portrait                 | Basileios 1. "Makedoneren" Βασίλειος                     | 24. september 867 – 29. august 886 (18 år og 278 dage)med Konstantin (868–879)                                            | General, udråbt til medkejser af Mikael 3. on 26. maj 866 og blev overordnet kejser efter mordet på Mikael. | 811, 830, 835 or 836 – 29. august 886 (ca. 50, 56 eller 75 år)Døde efter en jagtulykke                                                                 |
| mosaic                             | Leo 6. "den Vise" Λέων                                   | 29. august 886 – 11. maj 912 (25 år og 256 dage)                                                                          | Søn af Basileios 1. eller illegitim søn af Mikael 3., medkejser siden 6. januar 870 | 19. september 866 – 11. maj 912 (45 år)Døde af en tarmsygdom                                                                                           |
| mosaic                             | Alexander 2. Αλέξανδρος                                  | 11. maj 912 – 6. juni 913 (1 år og 27 dage)                                                                               | Søn af Basileios 1., medkejser siden 879 | 23. november 870 – 6. juni 913 (42 år)Døde af udmattelse efter et spil polo                                                                            |
| carved portrait                    | Konstantin 7. Porphyrogenitus Κωνσταντῖνος               | 6. juni 913 – 9. november 959 (46 år og 156 dage)                                                                         | Søn af Leo 6., medkejser siden 15. maj 908. Domineret af regenter og medkejsere efter hinanden indtil 27. januar 945, hvor han afsatte Romanos 1.'s sønner.                                                      | 17./18. maj 905 – 9. november 959 (54 år)Døde af naturlige årsager                                                                                     |
| miniature portrait                 | Romanos 1. Lekapenos Ῥωμανὸς                             | 17. december 920 – 20. december 944 (24 år og 3 dage)med Christoffer (921–931), Stefan and Konstantin Lekapenos (924–945) | Styrtede Konstantin 7.'s regentskab, ægtede ham til sin datter Helena og blev gjort til overordnet medkejser. Gjorde flere af sine sønner til medkejsere for at tæmme Konstantin 7.'s autoritet.                 | ca. 870 – 15. juni 948 (ca. 78 år)Afsat af sine sønner Stephan and Konstantin. Døde af naturlige årsager i eksil som munk                              |
| carved portrait                    | Romanos 2. Ῥωμανὸς                                       | 9. november 959 – 15. marts 963 (3 år og 126 dage)                                                                        | Søn af Konstantin 7. og barnebarn af Romanos 1., medkejser siden 6. april 945 | 939 – 15. marts 963 (23 år)Døde af udmattelse på en jagttur                                                                                            |
| miniature portrait                 | Nikeforos 2. Fokas Νικηφόρος                             | 16. august 963 – 11. december 969 (6 år og 117 dage)                                                                      | General, udråbt til kejser den 2. juli 963 mod den upopulære Josef Bringas (regent for Romanos 2.'s unge sønner), gjorde sit indtog i Konstantinopel den 16. august 963. Ægtede Theofano, enken efter Romanos 2. | ca. 912 – 11. december 969 (57 år)Myrdet i en sammensværgelse, der involverede hans forhenværende støtter (herunder Johannes 1. Tzimiskes) og Theofano |
| miniature portrait                 | Johannes 1. Tzimiskes Ἰωάννης                            | 11. december 969 – 10. januar 976 (6 år og 30 dage)                                                                       | Nevø til Nikeforos 2., overtog hans plads overordnet medkejser | ca. 925 – 10. januar 976 (50 år)Muligvis forgiftet af Basileos Lekapenos                                                                               |
| miniature portrait                 | Basileios 2. "Bulgardræberen" Βασίλειος                  | 10. januar 976 – 15. december 1025 (49 år og 339 dage)                                                                    | Søn af Romanos 2., medkejser siden 22 april 960. Efterfulgte Johannes 1. som overordnet medkejser efter hans død.                                                                                                | 958 – 15 december 1025 (ca. 67 år)Den længst regerende kejser. Døde af naturlige årsager                                                               |
| miniature portrait                 | Konstantin 8. Κωνσταντῖνος                               | 15. december 1025 – 12. november 1028 (2 år og 333 dage)                                                                  | Søn af Romanos 2. og bror til Basileios 2., medkejser siden 30. marts 962 | 960/961 – 11./12. november 1028 (ca. 68 år)Døde af naturlige årsager                                                                                   |
| coin                               | Romanos 3. Argyros Ῥωμανὸς                               | 12. november 1028 – 11. april 1034 (5 år og 150 dage)                                                                     | Gift medf Zoë, datter af Konstantin 8. | ca. 968 – 11. april 1034 (ca. 66 år)Muligvis druknet på Zoës ordre                                                                                     |
| coin                               | Mikael 4. "Paflagonieren" Μιχαὴλ                         | 12. april 1034 – 10. december 1041 (7 år og 242 dage)                                                                     | Zoës elsker, gjort til kejser efter deres vielse efter Romanos 3.'s død | ca. 1010 – 10. december 1041 (ca. 31 år)Døde af epilepsi                                                                                               |
| coin                               | Mikael 5. "Kalaphates" Μιχαὴλ                            | 13. december 1041 – 21. april 1042 (0 år og 129 dage)                                                                     | Nevø og udset arving efter Mikael 4., udråbt til kejser af Zoë 3 dage efter Mikael 4.'s død | ca. 1015 – UkendtAfsat under et folkeoprør efter at have forsøgt at tilsidesætte Zoë, gjort blind og tvunget til at blive munk                         |
| mosaic                             | Zoë Porphyrogenita Ζωή                                   | 21. april – 12. juni 1042 (0 år og 52 dage)                                                                               | Datter af Konstantin 8. og enke efter Romanos 3. og Michael 4.. herskede i sin egen ret fr Michael 5.'s afsættelse indtil sin vielse med Konstantin 9.                                                           | ca. 978 – 1050 (72 år)Døde af naturlige årsager |
| Portrait from the Monomachos crown | Theodora 3. Porphyrogenita Θεοδώρα (Første Regeringstid) | 21. april – 12. juni 1042 (0 år og 52 dage)                                                                               | Datter of Konstantin 8. og søster til Zoë, udråbt til medkejserinde under oprøret, der afsatte Michael 5. | ca. 980 – 31. august 1056 (ca. 76 år)Tilsidesat efter Zoës vielse til Konstantin 9., vendte tilbage på tronen i 1055                                   |
| mosaic                             | Konstantin 9. Monomachos Κωνσταντῖνος Μονομάχος          | 12. juni 1042 – 11. januar 1055 (12 år og 213 dage)                                                                       | Gift medf Zoë, gjort til kejser dagen efter deres vielse | ca. 1006 – 11. januar 1055 (ca. 49 år)Døde af naturlige årsager                                                                                        |
| Portrait from the Monomachos crown | Theodora 3. Porphyrogenita Θεοδώρα (Anden Regeringstid)  | 11. januar 1055 – 31. august 1056 (1 år og 233 dage)                                                                      | Gjorde krav på tronen tronen igen efter Konstantin 9.'s død som det sidste levende medlem af Det makedonske dynasti                                                                                              | ca. 980 – 31. august 1056 (ca. 76 år)Døde af naturlige årsager                                                                                         |
|                                    |                                                          | | | |
| coin                               | Mikael 6. Bringas "Stratiotikos" Μιχαήλ                  | 22. august 1056 – 30. august 1057 (1 år og 8 dage)                                                                        | Udråbt til kejser af Theodora på hendes dødsleje | 980'ernes/990'erne – ca. 1057 (i sine 60'ere)Afsat i et oprør, trak sig tilbage i et kloster og døde kort tid efter                                    |
| coin                               | Isak 1. Komnenos Ἰσαάκιος Κομνηνός                       | 1. september 1057 – 22. november 1059 (2 år og 82 dage)                                                                   | General, gjorde oprør mod Mikael 6. | ca. 1007 – 31. maj/1. juni 1060 (ca. 53 år)Abdicerede til fordel for Konstantin 10. pga. sygdom og fjendtlige hoffolk, blev munk                       |

### Doukas dynastiet(1059–1078)
| Portræt                                 | Navn                                            | Regeringstid | Vej til magten | Livsdetaljer |
| --------------------------------------- | ----------------------------------------------- | --- | --- | --- |
| miniature portrait                      | Konstantin 10. Doukas Κωνσταντῖνος Δούκας       | 23. november 1059 – 23. maj 1067 (7 år og 181 dage) | Udset som kejser af Isak 1. Komnenos på hans dødsleje | ca. 1006 – 23 maj 1067 (ca. 61 år)Døde af naturlige årsager |
| miniature portrait                      | Eudokia Makrembolitissa Εὐδοκία Μακρεμβολίτισσα | 23. maj – 31. december 1067 (0 år og 222 dage) | Enke efter Konstantin 10., regent i sin egen ret på vegne af deres sønner indtil sin vielse til Romanos 4.                                                                                             | ca. 1030 – efter 1078 (ca. 48 år)Trak sig tilbage som nonne i november 1071 og døde senere af naturlige årsager                                                                  |
| coin                                    | Romanos 4. Diogenes Ῥωμανὸς Διογένης            | 1. januar 1068 – 1. oktober 1071 (3 år og 273 dage)med Leo (1069–1071) and Nikeforos Diogenes (1070–1071)                                                            | Gift med Eudokia. Regent og overordnet medkejser sammen med Konstantin 10. og Eudokias børn. | ca. 1032 – 4. august 1072 (ca. 40 år)Afsat i et paladskup, mens han var holdt fanget af seldsjukkerne, taget til fange og gjort blind den 29. juni 1072, døde senere af sine sår |
| portrait from the Holy Crown of Hungary | Mikael 7. Doukas "Parapinakes" Μιχαὴλ Δούκας    | 23. maj 1067 – 24./31. marts 1078 (10 år, 10 måneder og 1/8 dage)med Konstantios (1060–1078), Andronikos (1068–1070'erne) and Konstantin Doukas (1074–1078; 1. gang) | Søn af Konstantin 10., medkejser med Eudokia og Romanos 4. | ca. 1050 – ca. 1090 (ca. 40 år)Abdicerede i 1078 and trak sig tilbage til et kloster som munk. Døde af naturlige årsager adskillige år senere                                    |
|                                         |                                                 | | | |
| miniature portrait                      | Nikeforos 3. Botaneiates Νικηφόρος Βοτανειάτης  | 3. april 1078 – 1. april 1081 (2 år og 363 dage) | General, gjorde oprør mod Mikael 7. den 2. juli eller 2. oktober 1077 og gjorde sit indtog i Konstantinopel den 27. marts eller 3. april. ægtede Maria af Alanien, forhenværende hustru til Michael 7. | 1001/1002 – ca. 1081 (ca. 80 år)Abdicerede efter Alexios 1. havde indtaget Konstantinopel, blev munk og døde af naturlige årsager, sandsynligvis senere samme år                 |

### Komnenos dynastiet(1081–1185)
| Portræt            | Navn                                                   | Regeringstid                                                                                   | Vej til magten | Livsdetaljer |
| ------------------ | ------------------------------------------------------ | ---------------------------------------------------------------------------------------------- | --- | --- |
| miniature portrait | Alexios 1. Komnenos Ἀλέξιος Κομνηνός                   | 1. april 1081 – 15. august 1118 (37 år og 136 dage)med Konstantin Doukas (1081–1087; 2nd time) | Gift med Irene Doukaina, en granniece af Konstantin 10. General, gjorde oprør mod Nikeforos 3. den 14. februar 1081, indtog Konstantinopel den 1. april. Kronet den 4. april.   | ca. 1057 – 15. august 1118 (ca. 61 år)Døde af naturlige årsager |
| mosaic             | Johannes 2. Komnenos "den Gode" Ἰωάννης Κομνηνός       | 15. august 1118 – 8. april 1143 (24 år og 236 dage)med Alexios Komnenos (1122–1142)            | Søn af Alexios 1., gjort til arving kort før hans død | 13. september 1087 – 8. april 1143 (55 år)Døde af kvæstelser, som han havde fået i en jagtulykke, muligvis myrdet (måske med Raymond af Poitiers' eller Manuel 1.'s støtters involvering) |
| miniature portrait | Manuel 1. Komnenos "den Store" Μανουὴλ Κομνηνός        | 8. april 1143 – 24. september 1180 (37 år og 169 dage)                                         | Yngste søn og angiveligt udpegede arving til Johannes 2. på hans dødsleje, kronet omkring den 28. november 1143 efter at have brugt nogle få måneder på at have sikret sin magt | 28. november 1118 – 24. september 1180 (61 år)Døde af naturlige årsager |
| miniature portrait | Alexios 2. Komnenos Ἀλέξιος Κομνηνός                   | 24 september 1180 – ca. september 1183 (3 år)                                                  | Søn af Manuel 1., medkejser siden 1171 | 14. september 1169 – ca. september 1183 (13/14 år)Kvalt på Andronikos 1.'s ordre, lig smidt i havet                                                                                       |
| miniature portrait | Andronikos 1. Komnenos "Misophaes" Ἀνδρόνικος Κομνηνός | september 1183 – 12. september 1185 (2 år)med John Komnenos (1183–1185)                        | Søn af Isak Komnenos, en søn af Alexios 1. Styrtede Alexios 2.'s regentskab i april 1182, kronet til medkejser i september 1183 og fik kort tid efter Alexios 2. myrdet.        | ca. 1118–1120 – 12. september 1185 (64–67 år)Styret af Isak 2., tortureret og mishandlet i kejserpaladset, derefter langsomt sønderlemmet levende af pøblen i hippodromen                 |

### Angelos dynastiet(1185–1204)
| Portræt            | Navn                                                            | Regeringstid                                          | Vej til magten | Livsdetaljer |
| ------------------ | --------------------------------------------------------------- | ----------------------------------------------------- | --- | --- |
| miniature portrait | Isak 2. Angelos Ἰσαάκιος Κομνηνός Ἄγγελος (Første Regeringstid) | 12. september 1185 – 8. april 1195 (9 år og 208 dage) | Oldebarn af Alexios 1., udråbt til kejser af Konstantinopels folk efter at have afvist Andronikos 1.'s arrestordre, tog derefter Andronikos 1. til fange, afsatte og lod ham myrde | ca. 1156 – 28./29. januar 1204 (47 år)Styrtet og gjort blind af Alexios 3. i 1195, genindsat i 1203                                                                                    |
| miniature portrait | Alexios 3. Angelos Ἀλέξιος Κομνηνός                             | 8. april 1195 – 17./18. juli 1203 (8 år og 101 dage)  | Isak 2.'s storebror, afsatte og gjorde sin bror blind | ca. 1156 – 1211/1212 (ca. 58 år)Flygtede efter kortvarigt at have modsat sig Det 4. korstog. Døde en naturlig død efter at være blevet taget til fange og gjort til munk af Theodor 1. |
| miniature portrait | Isak 2. Angelos Ἰσαάκιος Κομνηνός Ἄγγελος (Anden Regeringstid)  | 19. juli 1203 – 27. januar 1204 (0 år og 192 dage)    | Befriet fra sit fangenskab under Det 4. korstog af hofmænd og genindsat som regent efter Alexios 3. havde forladt forsvaret af Konstantinopel                                      | ca. 1156 – 28./29. januar 1204 (47 år)Blev senil eller dement og døde af naturlige årsager                                                                                             |
| miniature portrait | Alexios 4. Angelos Ἀλέξιος Ἄγγελος                              | 19. juli 1203 – 27. januar 1204 (0 år og 192 dage)    | Søn af Isak 2., gjort til medkejser efter at Konstantinopels indbyggere var blevet overbevist af korsfarerne om at acceptere ham sammen med hans far                               | ca. 1182/1183 – ca. 8 februar 1204 (ca. 21 år)Afsat og fængslet af Alexios 5., derefter kvalt i fængslet                                                                               |
|                    |                                                                 |                                                       | | |
| miniature portrait | Alexios 5. Doukas "Mourtzouphlos" Ἀλέξιος Δούκας                | 27./28. januar – 12. april 1204 (0 år og 76 dage)     | Tog magten i et paladskup | ca. 1139 – ca. slutningen af november 1204 (ca. 65 år)Taget til fange af korsfareren Thierry de Loos, stillet for retten af Det Latinske Kejserrige og smidt ned fra Theodosius' søjle |
|                    | "Konstantin 11." Laskaris Κωνσταντίνος Λάσκαρις                 | 1204-1205(?)                                          | Ikke for at blive forvirret med Konstantin 11. Palaiologos. Regerede muligvis efter Alexios 5. Beslægtet med Kejserne af Nikæa                                                     | |

### Laskaris dynastiet (1205–1261)
Bemærk: Det romerske styre i Konstantinopel blev afbrudt med byens erobring under Det 4. korstog i 1204. Selvom korsfarerne indsatte en række latinske kejsere i byen, så anser nutidens historikere rækken af kejsere af Laskaris dynastiet, der regerede i Nikæa, som de legitime romerske kejsere i denne periode, idet Kejserriget Nikæa til sidst genindtog Konstantinopel.
| Portræt            | Navn                                                | Regeringstid                                                                         | Vej til magten | Livsdetaljer |
| ------------------ | --------------------------------------------------- | ------------------------------------------------------------------------------------ | --- | --- |
| miniature portrait | Theodor 1. Laskaris Θεόδωρος Κομνηνὸς Λάσκαρις      | ca. august 1205 – november 1221 (16 år og 3 måneder)med Nikolas Laskaris (1208–1210) | Gift med Anna Komnene Angelina, en datter af Alexios 3. Organiserede modstanden mod Det Latinske Kejserrige i Nikæa og udråbt til kejser i 1205 efter the Slaget om Adrianopel; kronet af Patriark Michael 4. den 6. april 1208. | ca. 1174 – november 1221 (ca. 47 år)Døde af naturlige årsager                                                                                     |
| miniature portrait | Johannes 3. Doukas Vatatzes Ἰωάννης Δούκας Βατάτζης | ca. 15. december 1221 – 3. november 1254 (32 år og 11 måneder)                       | Gift med Irene Laskarina, en datter af Theodor 1. | ca. 1192 – 3 november 1254 (61 år)Døde af naturlige årsager                                                                                       |
| miniature portrait | Theodor 2. Laskaris Θεόδωρος Δούκας Λάσκαρις        | 3. november 1254 – 16. august 1258 (3 år og 286 dage)                                | Søn af Johannes 3. og barnebarn af Theodore 1. | november 1221 – 16. august 1258 (36 år)Døde af epilepsi                                                                                           |
| miniature portrait | Johannes 4. Laskaris Ἰωάννης Δούκας Λάσκαρις        | 16. august 1258 – 25. december 1261 (3 år og 131 dage)                               | Søn af Theodor 2. | 25. december 1250 – ca. 1305 (ca. 55 år)Gjort blind, afsat og fængslet af Mikael 8. Palaiologos i 1261, døde i fangenskab adskilige årtier senere |

### Palaiologos dynastiet(1259–1453)
| Portræt            | Navn                                                                         | Regeringstid | Vej til magten | Livsdetaljer |
| ------------------ | ---------------------------------------------------------------------------- | --- | --- | --- |
| miniature portrait | Mikael 8. Palaiologos Μιχαὴλ Δούκας Ἄγγελος Κομνηνὸς Παλαιολόγος             | 1. januar 1259 – 11. december 1282 (23 år og 344 dage) | Oldebarn af Alexios 3., blev regent for Johannes 4. i 1258 og kronet til medkejser i 1259. Genindtog Konstantinopel den 25. juli 1261, gjorde sit indtog i byen den 15. August. Blev enehersker efter at have afsat Johannes 4. den 25. december.                                          | 1224/1225 – 11. december 1282 (58 år)Døde af dysenteri |
| miniature portrait | Andronikos 2. Palaiologos Ἀνδρόνικος Δούκας Ἄγγελος Κομνηνὸς Παλαιολόγος     | 11. december 1282 – 24. maj 1328 (45 år og 165 dage) | Søn af Mikael 8., medkejser siden 8. november 1272 | 25. marts 1259 – 13. februar 1332 (72 år)Afsat af sit barnebarn Andronikos 3. i 1328 og blev munk, døde af naturlige årsager fire år senere                                                              |
| miniature portrait | Mikael 9. Palaiologos Μιχαὴλ Δούκας Ἄγγελος Κομνηνὸς Παλαιολόγος             | 21. maj 1294 – 12. oktober 1320 (26 år og 144 dage) | Andronikos 2.'s søn og medregent, udpeget til medkejser i 1281, men ikke kronet før den 21. maj 1294 | 17. april 1277/1278 – 12. oktober 1320 (42/43 år)Døde angiveligt af sorg efter at have hørt om mordet på hans næstældste søn                                                                             |
| miniature portrait | Andronikos 3. Palaiologos Ἀνδρόνικος Δούκας Ἄγγελος Κομνηνός Παλαιολόγος     | 24. maj 1328 – 15. juni 1341 (13 år og 22 dage) | Søn af Mikael 9., udpeget til medkejser mellem 1308 og 1313. Kæmpede i en borgerkrig mod sin farfar Andronikos 2. om magten fra april 1321 og frem. Kronet til kejser den 2. februar 1325, blev enekejser efter at have afsat Andronikos 2.                                                | 25. marts 1297 – 15. juni 1341 (44 år)Døde af plyudselig sygdom, muligvis malaria |
| miniature portrait | Johannes 5. Palaiologos Ίωάννης Κομνηνός Παλαιολόγος                         | 15. juni 1341 – 16. februar 1391 (49 år og 246 dage) | Søn af Andronikos 3., ikke formelt kronet indtil 19. november 1341. Domineret af regenter indtil 1354, stod over for adskillige magtovertagelser i sin regeringstid. | 18. juni 1332 – 16. februar 1391 (58 år)Regererede i næsten 50 år, men holdt kun magten effektivt i 17 år. Døde af naturlige årsager                                                                     |
| miniature portrait | Johannes 6. Kantakouzenos Ἰωάννης Ἄγγελος Κομνηνὸς Παλαιολόγος Καντακουζηνός | 8. februar 1347 – 10. december 1354 (7 år og 10 måneder)med Matthæus Kantakouzenos (1353–1357)                                                                 | Beslægtet med Palaiologos dynastiet gennem sin mor. Udråbt til kejser af hæren den 26. oktober 1341, blev regent og overordnet medkejser efter en langvarig borgerkrig mod Johannes 5.'s mor, Anna af Savoyen. Gjorde sit indtog i Konstantinopel den 8. februar, kronet den 21. maj 1347. | ca. 1295 – 15. juni 1383 (ca. 88 år)Afsat af Johannes 5. i endnu en borgerkrig, trak sig tilbage og blev munk. Døde af naturlige årsager adskillige årtier senere.                                       |
| miniature portrait | Andronikos 4. Palaiologos Ἀνδρόνικος Κομνηνός Παλαιολόγος                    | 12. august 1376 – 1. juli 1379 (2 år og 323 dage) | Søn af Johannes 5. og barnebarn af Johannes 6., medkejser siden 1352. Gjorde oprør og afsatte sin sin far i 1376, formelt ikke kronet før 18. oktober 1377. | 11 april 1348 – 25/28 juni 1385 (37 år)Afsat af Johannes 5. i 1379 og flygtede i eksil til Galata, men blev genindsat som medkejser og arving i 1381. Gjorde oprør igen i 1385, men døde kort tid efter. |
| miniature portrait | Johannes 7. Palaiologos Ίωάννης Παλαιολόγος                                  | 14. april – 17. september 1390 (0 år og 156 dage, in Konstantinopel) 1403 – 22 september 1408 (5 år, in Thessalonica)med Andronikos 5. Palaiologos (1403–1407) | Søn af Andronikos 4., tiltvang sig magten fra Johannes 5. i 1390. Afsat kort tid derefter, men tildelt Thessaloniki af Manuel 2. i 1403, hvor fra han endnu engang herskede som kejser indtil sin død.                                                                                     | 1370 – 22. september 1408 (38 år)Døde af naturlige årsager |
| miniature portrait | Manuel 2. Palaiologos Μανουὴλ Παλαιολόγος                                    | 16. februar 1391 – 21. juli 1425 (34 år og 125 dage) | Søn af Johannes 5. og barnebarn af Johannes 6., medkejser siden 25. september 1373 | 27. juni 1350 – 21. juli 1425 (74 år)Ramt af et slagtilfælde i 1422, hvorefter regeringen blev ført af hans søn, Johannes 8. Døde af naturlige årsager.                                                  |
| miniature portrait | Johannes 8. Palaiologos Ίωάννης Παλαιολόγος                                  | 21. juli 1425 – 31. oktober 1448 (23 år og 132 dage) | Søn af Manuel 2., medkejser fra inden 1408 og enehersker fra den 19. januar 1421 | 18. december 1392 – 31. oktober 1448 (55 år)Døde af naturlige årsager |
| miniature portrait | Konstantin 11. Palaiologos Κωνσταντῖνος Δραγάσης Παλαιολόγος                 | 6. januar 1449 – 29. maj 1453 (4 år og 143 dage) | Søn af Manuel 2. og sin bror, Johannes 8.'s ønskede arving. Kronet til kejser i Mystras den 6. januar 1449, gjorde sit indtog i Konstantinopel den 12. marts. | 8. februar 1405 – 29. maj 1453 (48 år)Døde i kamp under Konstantinopels fald |

## Fodnoter
1. ↑  Det Byzantinske Rige regnes bredt for at være en levn, fortsættelse eller senere fase af Romerriget. Der er ingen bred enighed om et årstal, med hvilket man kan adskille det gamle Romerske Imperium og Det Byzantinske Imperium, med foreslåede årstal der strækker sig fra år 284 til 716.[11] Nogle historiker afviser fuldstændig begrebet "Byzantinsk".[12]
2. ↑  Det traditionelle årstal er 27 f.kr.,[1] da Senatet tildelte Octavian titlen og navnet Augustus sammen med flere andre magtbeføjelser.[14] Oldtidens historikere har imidlertid tildelt ham en regeringstid på 56 år.[1] Han blev de facto enehersker i 31 e.kr., efter at have besejeret sin sidste tilbageværende modstander i Slaget ved Actium.[15] Dette årstal bliver også brugt af andre tidlige historikere.[1] Augustus selv regner tidspunktet for sin magtovertagelse til 43 f.kr., hvor han første gang fik tildelt hærledelse (imperium).[14] Senere samme år blev han konsul (19. august) og derefter triumvir (27 November) sammen med Marcus Antonius and Lepidus.[14]
3. 1 2 3 4 5 6  I forhold til det begrænsede overlevende kildematerial, er dateringen her brugt i Sekskejseråret (238) omtrentlig og blot et af flere estimater.[43]
4. ↑  Selv om de forfatningsmæsssigt besad samme suveræne magt som deres overordnede kollega, medregner forskere af Det Byzantinske Riges historie almindeligvis kun dem der faktisk regerede som kejsere, samt undlader underordnede medkejsere, der kun i navn udøvede deres magt og aldrig regerede i deres eget navn.[88]
5. ↑  I 629 gik Heraklios over til at udgive administrative dokumenter på Græsk.[119] Latin fortsatte med at blive anvendt i kommunikation med Vesteuropa indtil Det Byzantinske Riges fald, og mønter fortsatte med at blive slået med latinske inskriptioner indtil begyndelsen af det 8. århundrede.[120]
6. ↑  Latin ophørte med at blive anvendt   i inskriptioner på mønter under Leo 3.[120]
7. 1 2  Enkekejserinde og hersker over imperiet i sin egen ret som regent. Ofte anset som regerende kejserinde, som det er tilfældet i Oxford Dictionary of Byzantium.[145]
8. 1 2  Kejserne begyndte officielt at anvende deres slægtsnavne fra Konstantin 9. Monomachos og frem. Den eneste undtagelse efter Konstantin 9.'s regeringstid er Michael 6., hvis slægtsnavn (Bringas) var langt mindre betydningsfuldt end de andre kejserslægter og derfor ikke optrådte officielt.[162]
9. ↑  Konstantios Doukas, regerede teknisk set som Michael 7.'s udpegede efterfølger som overordnet kejser i Konstantinopel i tre dage, fra Michael 7.'s abdicering til hans fordel den 24./31. marts indtil Nikeforos 3.'s indtog i byen den 27. marts/3. april.[169] Tidlige historikere ignorerede ham imidlertid totalt og beskrev de tre dage nærmere som et interregnum.[170] Han bliver ligeledes typisk heller ikke medregnet blandt kejserrigets herskere af moderne historikere.[171]
10. ↑  Alexios 3. anvendte navnet Alexios Komnenos Angelos (Ἀλέξιος Κομνηνός Ἄγγελος) inden sin magtovertagelse, men regerede som Alexios Komnenos, idet han droppede udelod sit slægtsnavn for at understrege sin nedstamning fra Komnenos dynastiet gennem sin mor.[180]

### Primær
- Adkins, Lesley; Adkins, Roy A. (1994). "Emperors". Handbook to Life in Ancient Rome. New York: Oxford University Press. s. 20-37. ISBN 0-8160-2755-2.
- Cooley, Alison E. (2012). "Appendix 2; Augustus−Justinian". The Cambridge Manual of Latin Epigraphy. Cambridge: Cambridge University Press. s. 488-509. ISBN 978-0-521-84026-2.
- Barnes, Timothy D. (1982). The New Empire of Diocletian and Constantine. Harvard: Harvard University Press. ISBN 0-674-28066-0.
- Grant, Michael (1985). The Roman Emperors: A Biographical Guide to the Rulers of Imperial Rome, 31 BC–AD 476. New York: Charles Scribner's Sons. ISBN 0-684-18388-9.
- Grierson, Philip (1962). "The Tombs and Obits of the Byzantine Emperors (337–1042)". Dumbarton Oaks Papers. 16. doi:10.2307/1291157. ISSN 0070-7546. JSTOR 1291157.
- Grierson, Philip (1973). Catalogue of the Byzantine Coins in the Dumbarton Oaks Collection and in the Whittemore Collection, 3: Leo III to Nicephorus III, 717-1081. Washington D.C.: Dumbarton Oaks. ISBN 0-88402-012-6.
- Jones, A. H. M.; Martindale, J. R.; Morris, John, red. (1971-1992). Prosopography of the Later Roman Empire (3 volumes). Cambridge: Cambridge University Press. (see PLRE)

- Kazhdan, Alexander, red. (1991). Oxford Dictionary of Byzantium. Oxford: Oxford University Press. ISBN 978-0-19-504652-6. (see ODB)

- Kienast, Dietmar; Werner Eck & Matthäus Heil (2017) [1990]. Römische Kaisertabelle: Grundzüge einer römischen Kaiserchronologie [Roman imperial table: Basics of the Roman imperial chronology] (tysk) (6th udgave). Darmstadt: WBG. ISBN 978-3-534-26724-8.
- Meijer, Fik (2004). Emperors Don't Die in Bed. Oversat af Leinbach, S. J. London: Routledge. ISBN 0-415-31201-9.
- Omissi, Adrastos (2018). Emperors and Usurpers in the Later Roman Empire: Civil War, Panegyric, and the Construction of Legitimacy. Oxford: Oxford University Press. ISBN 978-0-19-882482-4.
- Peachin, Michael (1990). Roman Imperial Titulature and Chronology, A.D. 235–284. Amsterdam: Gieben. ISBN 90-5063-034-0.
- Schreiner, Peter (1977). Die byzantinischen Kleinchroniken II: Historischer Kommentar [Byzantine small chronicles 2: Historical commentary]. Corpus Fontium Historiae Byzantinae (tysk). Vienna: ÖAW. ISBN 978-3-7001-0206-9.
- Trapp, Erich, red. (2001). Prosopographisches Lexikon der Palaiologenzeit [Prosopographical Lexicon of the Palaiologan era] (tysk). Vienna: ÖAW. ISBN 978-3-7001-1462-8. (see PLP)

- Treadgold, Warren (1997). A History of the Byzantine State and Society. Stanford: Stanford University Press. ISBN 978-0-8047-2630-6.

### Sekundær
- Angelov, Dimiter G. (2009). "Emperors and Patriarchs as Ideal Children and Adolescents: Literary Conventions and Cultural Expectations".  I Papaconstantinou, Arietta; Talbot, Alice-Mary (red.). Becoming Byzantine: Children and Childhood in Byzantium. Dumbarton Oaks. ISBN 978-0-88402-356-2.
- Angelov, Dimiter (2019). The Byzantine Hellene: The Life of Emperor Theodore Laskaris and Byzantium in the Thirteenth Century. Cambridge: Cambridge University Press. ISBN 978-1-108-48071-0.
- Arnold, Jonathan J.; Bjornlie, M. Shane; Sessa, Kristina (2016). "Introduction".  I Arnold, Jonathan J.; Bjornlie, M. Shane; Sessa, Kristina (red.). A Companion to Ostrogothic Italy. Leiden: BRILL. ISBN 978-90-04-31376-7.
- Cameron, Alan (1988). "Flavius: a Nicety of Protocol". Latomus. 47 (1): 26-33. JSTOR 41540754.
- Becker, C. H. (1913). "The Expansion of the Saracens—The East".  I Gwatkin, H. M.; Whitney, J. P. (red.). The Cambridge Medieval History: Volume II: The Rise of the Saracens and the Foundation of the Western Empire. New York: The Macmillan Company. OCLC 14739796.
- Chalandon, Ferdinand (1923). "The Earlier Comneni".  I Tanner, J. R.; Previté-Orton, C. W.; Brooke, Z. N. (red.). The Cambridge Medieval History: Volume IV: The Eastern Roman Empire (717–1453). New York: The Macmillan Company. OCLC 14739796.
- Claes, Liesbeth (2015). "Coins with power?: imperial and local messages on the coinage of the usurpers of the second half of the third century". Jaarboek voor Munt- en Penningkunde. 102: 15-60. OCLC 948592865.
- Çolak, Hasan (2014). "Tekfur, fasiliyus and kayser: Disdain, Negligence and Appropriation of Byzantine Imperial Titulature in the Ottoman World".  I Hadjianastasis, Marios (red.). Frontiers of the Ottoman Imagination. Leiden: Brill. ISBN 978-9004283510.
- Collins, Roger (2004). Visigothic Spain, 409–711. Oxford: Blackwell. ISBN 978-0631181859.
- Cotsonis, John A. (2020). The Religious Figural Imagery of Byzantine Lead Seals I. Oxford: Routledge. ISBN 978-0-367-34696-6.
- Croke, Brian (1995). The Chronicle of Marcellinus: A translation with commentary. London: Brill. ISBN 978-90-04-34463-1.
- Croke, Brian (2004). "The Imperial Reigns of Leo II". Byzantinische Zeitschrift. 96 (2): 559-575. doi:10.1515/BYZS.2003.559.
- Dragon, Gilbert (2003). Emperor and Priest: The Imperial Office in Byzantium. Cambridge University Press. ISBN 9780521801232.
- Estiot, Sylviane (1996). "L'empereur Silbannacus, un second antoninien" [Emperor Silbannacus, a second Antoninianus]. Revue numismatique. 6 (151): 105-117. doi:10.3406/numi.1996.2087.
- Feiller, Albert (1976). "Nouvelle note sur la chronologie du règne de Jean Cantacuzène" [New note on the chronology of the reign of John Kantakouzenos]. Études byzantines. 34: 119-124.
- Foss, Clive (2005). "Emperors named Constantine". Revue numismatique (fransk). 6 (161): 93-102. doi:10.3406/numi.2005.2594.
- Garland, Lynda (1999). Byzantine Empresses: Women and Power in Byzantium AD 527–1204. London: Routledge. ISBN 0-415-14688-7.
- Garland, Lynda (2006). Byzantine Women: Varieties of Experience 800–1200. Ashgate Publishing. ISBN 978-0-7546-5737-8.
- Goldsworthy, Adrian Keith (2009). How Rome Fell: Death of a Superpower. New Haven: Yale University Press. ISBN 978-0-300-13719-4.
- Halsall, Guy (2018). "Transformations of Romanness: The northern Gallic case".  I Pohl, Walter; Gantner, Clemens; Grifoni, Cinzia; Pollheimer-Mohaupt, Marianne (red.). Transformations of Romanness: Early Medieval Regions and Identities. Berlin: De Gruyter. ISBN 978-3110598384.
- Hammond, Mason (1957). "Imperial Elements in the Formula of the Roman Emperors during the First Two and a Half Centuries of the Empire". Memoirs of the American Academy in Rome. 25: 19-64. doi:10.2307/4238646. JSTOR 4238646.
- Hartmann, L. M. (1913). "Italy under the Lombards".  I Gwatkin, H. M.; Whitney, J. P. (red.). The Cambridge Medieval History: Volume II: The Rise of the Saracens and the Foundation of the Western Empire. New York: The Macmillan Company. OCLC 14739796.
- Hartmann, Udo (2002). Rezension zu: C. Körner: Philippus Arabs [Review of C. Körner: Philip the Arab]. H-Soz-Kult. Kommunikation und Fachinformation für die Geschichtswissenschaften (tysk). ISBN 3-11-017205-4. Hentet 2021-04-11.{{cite book}}:  CS1-vedligeholdelse: url-status (link)
- Kaegi, Walter E. (2003). Heraclius, Emperor of Byzantium. Cambridge: Cambridge University Press. ISBN 0-521-81459-6.
- Lascaratos, J.; Marketos, S. (1997), "The fatal disease of the Byzantine Emperor Andronicus III Palaeologus (1328-1341 A.D.)", Journal of the Royal Society of Medicine, 90 (2): 106-109, doi:10.1177/014107689709000215, PMC 1296151, PMID 9068444
- Lascaratos, J. (1999). ""Eyes" on the Thrones: Imperial Ophthalmologic Nicknames". Survey of Ophthalmology (engelsk). 44 (1): 73-78. doi:10.1016/S0039-6257(99)00039-9. ISSN 0039-6257. PMID 10466590.
- Lawler, Jennifer (2004). Encyclopedia of the Byzantine Empire. Jefferson: McFarland. ISBN 978-0786466160.
- Logan, F. Donald (2012). A History of the Church in the Middle Ages. London: Routledge. ISBN 9781134786695.
- Loewenstein, Karl (1973). The Governance of Rome. The Hague: Martinus Nijhoff. ISBN 978-90-247-1458-2.
- Macrides, Ruth (1999). Kinship and Justice in Byzantium, 11th–15th Centuries. Aldershot: Ashgate. ISBN 978-0-86078-799-0.
- Mango, Cyril (2002). The Oxford History of Byzantium. Oxford: Oxford University Press. ISBN 0-19-814098-3.
- Mathisen, Ralph W. (1998). "Julius Nepos (19/24 June 474 - [28 August 475] - 25 April/9 May/22 June 480)". De Imperatoribus Romanis.{{cite web}}:  CS1-vedligeholdelse: url-status (link)
- Mosshammer, Alden (2008). The Easter Computus and the Origins of the Christian Era. Oxford University Press. ISBN 978-0-19-156236-5.
- Mladenov, Momchil (2003). "John VII Palaiologos and the Bulgarian Lands in 1390". Journal Epohi (bulgarsk). 11 (1): 189-196. ISSN 2534-8418.
- Nicol, Donald M. (1967). "The Byzantine View of Western Europe". Greek, Roman and Byzantine Studies. 8 (4): 315-339.
- Skabelon:The Immortal Emperor: The Life and Legend of Constantine Palaiologos, Last Emperor of the Romans
- Norwich, John Julius (1993). Byzantium: The Apogee. Virginia: Penguin. ISBN 0-14-011448-3.
- Oikonomides, Nicolas (1977). "John VII Palaeologus and the Ivory Pyxis at Dumbarton Oaks". Dumbarton Oaks Papers. 31: 329-337. doi:10.2307/1291411. JSTOR 1291411.
- Rea, J. R. (1972). "O. Leid. 144 and the Chronology of A. D. 238". Zeitschrift für Papyrologie und Epigraphik. 9: 1-19. JSTOR 20180380.
- Richardson, John (1984). Roman Provincial Administration. Bristol: Bristol Classical Press. ISBN 9780862921286. OCLC 1067756325.
- Rogers, Clifford J. (2010). The Oxford Encyclopedia of Medieval Warfare and Military Technology, Volume 1. Oxford University Press. ISBN 978-0-19-533403-6.
- Sandberg, Kaj (2008). "The So-Called Division of the Roman Empire in AD 395: Notes on a Persistent Theme in Modern Historiography". Arctos. 42: 199-213. ISSN 0570-734X.
- Seibt, Werner (2018). "Wer war Niketas Nobellisimos und Komes von Opsikion (8. Jahrhundert)?" [Who was Niketas Nobellisimos and Komes of Opsikion (8th century)?] (PDF). Jahrbuch der Österreichischen Byzantinistik (tysk). 67: 213-216. doi:10.1553/joeb67s213.
- Shiel, Norman (1979). "The Coinage of Saloninus as Augustus". Museum Notes (American Numismatic Society). 24: 117-122. JSTOR 43573579.
- Stein, Arthur (1924). "Zur Chronologie der römischen Kaiser von Decius bis Diocletian" [On the chronology of the Roman emperors from Decius to Diocletian]. Archiv für Papyrusforschung und verwandte Gebiete. 7 (1-2): 30-51. doi:10.1515/apf.1924.7.1-2.30. S2CID 161464046.
- Smolin, Nathan Israel (2021). Christ the Emperor: Roman Emperor and Christian Theology in the 4th Century AD (Afhandling). University of North Carolina. doi:10.17615/wg7y-3h07.
- Tilemachos, Lounghis (2015). "Review Article: Juan Signes Codoner, The emperor Theophilos and the East, 829-842: Court and frontier in Byzantium during the last phase of Iconoclasm, Birmingham Byzantine and Ottoman Studies, vol 13, Ashgate 2014". Byzantina Symmeikta. 25: 237-260. doi:10.12681/byzsym.8773.
- Skabelon:The Latin Renovatio of Byzantium
- Vagi, David L. (1999). Coinage and History of the Roman Empire: c. 82 B.C. – A.D. 480. Volume I: History. London: Routledge. ISBN 978-1-138-99907-7.
- Watson, Alaric (1999). Aurelian and the Third Century. London: Routledge. ISBN 0-415-07248-4.
- Williams, Stephen; Friell, Gerard (1998). The Rome that Did Not Fall: The Survival of the East in the Fifth Century. London: Routledge. ISBN 978-0-203-98231-0.
- Wu, Chiang-Yuan (2016). ""Live Like a King": The Monument of Philopappus and the Continuity of Client-Kingship".  I So, Francis K. H. (red.). Perceiving Power in Early Modern Europe. Palgrave Macmillan. ISBN 978-1-137-58624-7.

### Dansk
- Lissner, Ivar (1958). Romernes kejsere. Jespersen og Pios Forlag, København.